# Mughiphantes setifer
Mughiphantes setifer là một loài nhện trong họ Linyphiidae.
Loài này thuộc chi Mughiphantes. Mughiphantes setifer được Andrei V. Tanasevitch miêu tả năm 1987.